# Resolució 2383 del Consell de Seguretat de les Nacions Unides
La Resolució 2383 del Consell de Seguretat de les Nacions Unides fou adoptada per unanimitat el 7 de novembre de 2017. El Consell va renovar una vegada més l'autorització per combatre la pirateria a la costa de Somàlia.
El representant rus va dir retrospectivament que la resolució estava massa enfocada a la regió de Somàlia i que es necessitava un enfocament més global per a la lluita contra la pirateria.
El representant somali va esmentar la manca de control del govern, les pobres perspectives econòmiques i la manca d'aplicació de la llei com a causes de la pirateria. El problema podria tornar a sortir fàcilment. També va assenyalar que les empreses estrangeres espoliaven il·legalment les aigües de Somàlia.

## Contingut
A causa de l'esforç dels països, les organitzacions regionals i el sector marítim, el nombre d'atacs i segrestos realitzats per pirates disminuïa any rere any. Però la pirateria continua sent un problema per a les ajudes humanitàries a Somàlia i la seguretat del transport marítim. El govern de Somàlia era l'encarregat d'actuar-ne en contra, i havia demanat que s'ampliés l'assistència d'altres països. El Consell de Seguretat va ampliar el permís per un any. Somàlia havia d'enfortir en tot moment les seves capacitats marítimes. Amb ajuda europea, es va treballar per establir una guàrdia costanera.
No només els pirates, sinó també els que organitzaven la pirateria havien de ser processats. A causa de la limitada capacitat i la legislació a Somàlia, molts pirates eren lliures. A Bèlgica, Índia, Maurici i les Seychelles, els pirates havien estat processats l'any anterior.